# 小行星15262
小行星15262（15262 Abderhalden）是一颗绕太阳运转的小行星，为主小行星带小行星。该小行星于1990年10月12日发现。

## 轨道参数
小行星15262的轨道半长轴为3.2041331 UA，离心率为0.1503473。